# 十文字町宝竜
十文字町宝竜（じゅうもんじまちほうりゅう）は、秋田県横手市の大字。郵便番号は019-0518。人口は283人、世帯数は95世帯（2020年10月1日現在）。十文字町宝竜一丁目から二丁目まで存在する。

## 地理
横手市南部、十文字地域の中央西部に位置する。四方を十文字町仁井田に囲まれている。「ニュータウン宝竜」として市が土地を分譲しており、住宅街が広がっている。

## 歴史
1998年（平成10年）に第1期として46区画を、2000年（平成12年）に第2期として72区画、全111区画の分譲を開始した。

## 世帯数と人口
2020年（令和2年）10月1日現在の世帯数と人口は以下の通りである。
| 丁目               | 世帯数 | 人口  |
| ------------------ | ------ | ----- |
| 十文字町宝竜一丁目 | 39世帯 | 105人 |
| 十文字町宝竜二丁目 | 59世帯 | 178人 |
| 計                 | 95世帯 | 283人 |

### 人口の推移
以下は国勢調査による2000年（平成12年）以降の人口の推移。
| 年                 | 人口 |
| ------------------ | ---- |
| 2000年（平成12年） | 112  |
| 2005年（平成17年） | 205  |
| 2010年（平成22年） | 281  |
| 2015年（平成27年） | 291  |
| 2020年（令和2年）  | 283  |

## 交通

### 鉄道
地域内に駅はない。最寄り駅はJR東日本・奥羽本線の十文字駅。

### 道路
地域内に主要な道路は通っていない。

## 施設
- 宝竜公園